# John Ashley (hockey sur glace)
Pour les articles homonymes, voir John Ashley et Ashley.
Temple de la renommée : 1981
John George Ashley (né le 5 mars 1930 - mort le 5 janvier 2008) est un arbitre officiel de la Ligue nationale de hockey.

## Biographie

### Carrière de joueur
Né à Galt en Ontario au Canada, il déménage très jeune avec sa famille dans la ville voisine de Preston, ville qui fusionne par la suite avec Galt pour former Cambridge. Il joue alors dans la ligue de hockey junior et fait ses débuts dans l'Association de hockey de l'Ontario - aujourd'hui Ligue de hockey de l'Ontario - en 1947.
Il joue alors pour les Rockets de Galt puis va également porter le maillot des Marlies de Toronto et Biltmores de Guelph. Après un essai avec la franchise de la LNH, les Maple Leafs de Toronto en 1950, il joue sa première saison professionnelle dans la Ligue américaine de hockey avec l'équipe affiliée aux Maple Leafs, les Hornets de Pittsburgh. Il joue quelques matchs au cours de la saison 1951-1952, saison qui voit les Hornets remporter leur première Coupe Calder.
En 1952-1953, il rejoint les Sénateurs d'Ottawa de la Ligue de hockey senior du Québec pour un bout de la saison mais finit sa saison avec les Warriors de Syracuse dans la LAH. Finalement, cette année sous les couleurs de Syracuse est sa dernière année professionnelle. Il met ensuite une pause d'un an à sa carrière avant de revenir jouer deux ans en tant qu'amateur puis finalement, il raccroche définitivement ses patins.

### Carrière d'arbitre
Habitant de Kitchener, il débute alors sa carrière d'arbitre dans les ligues de jeune de sa région. Très vite, il arbitre les matchs de l'OHA puis il signe en 1959 son premier contrat en tant qu'arbitre de la Ligue nationale de hockey. Au cours de sa première saison, il passe du temps dans la LAH ou dans d'autres ligues mineures mais finalement va très vite arbitrer des matchs de la prestigieuse LNH. Entre 1959 et 1972, il arbitre plus de 600 matchs de la LNH de la saison régulière ainsi qu'une soixantaine pour les séries. Après avoir arrêté sa carrière, il ne quitte pas pour autant la LNH et le monde du hockey, patrouillant le pays pour trouver des futurs arbitres.

### Après carrière
Il est admis en 1981 au temple de la renommée du hockey pour sa carrière d'arbitre. Il meurt dans sa ville à Kitchener le 5 janvier 2008 en raison de problèmes de cœur.

## Statistiques
Pour les significations des abréviations, voir Statistiques du hockey sur glace.
| Saison    | Équipe                | Ligue   |    | Saison régulière | Saison régulière | Saison régulière | Saison régulière | Saison régulière |   | Séries éliminatoires | Séries éliminatoires | Séries éliminatoires | Séries éliminatoires | Séries éliminatoires |
| Saison    | Équipe                | Ligue   | PJ | B                | A                | Pts              | Pun              | PJ               | B | A                    | Pts                  | Pun                  |                      |                      |
| 1947-1948 | Rockets de Galt       | AHO     | 11 | 0                | 2                | 2                | 8                |                  |   |                      |                      |                      |                      |                      |
| 1950-1951 | Hornets de Pittsburgh | LAH     | 59 | 1                | 4                | 5                | 89               |                  |   |                      |                      |                      |                      |                      |
| 1951-1952 | Hornets de Pittsburgh | LAH     | 24 | 1                | 2                | 3                | 36               |                  |   |                      |                      |                      |                      |                      |
| 1952-1953 | Sénateurs d'Ottawa    | LHSQ    | 4  | 0                | 0                | 0                | 12               |                  |   |                      |                      |                      |                      |                      |
| 1952-1953 | Pittsburgh - Syracuse | LAH     | 41 | 1                | 9                | 10               | 37               |                  |   |                      |                      |                      |                      |                      |
| 1952-1953 | Warriors de Syracuse  | LAH     |    |                  |                  |                  |                  | 4                | 0 | 0                    | 0                    | 0                    |                      |                      |
| 1954-1955 | Indians de Stratford  | OHA Sr. | 50 | 3                | 9                | 12               | 0                |                  |   |                      |                      |                      |                      |                      |
| 1955-1956 | Indians de Stratford  | OHA Sr. | 48 | 1                | 18               | 19               | 0                |                  |   |                      |                      |                      |                      |                      |